# مابل أجييمانغ
مابل أجييمانغ (بالإنجليزية: Mabel Agyemang)‏ هي قاضية ومحامية غانية، ولدت في القرن العشرين في غانا.